# Adventurers – Mission Zeitreise
Adventures – Mission Zeitreise (im Englischen: Adventurers - Masters Of Time) ist eine deutsch-britische Zeichentrickserie.

## Handlung
Mit Hilfe einer Internet-Software reisen die Protagonisten Lola, Nevin, Paul und Kikko durch die Zeit. Dabei machen sie sich auf die Suche nach ihrem verschwundenen Computerlehrer Professor Krupnik. Ein Hacker versucht außerdem die Vergangenheit zu ändern und die Vier versuchen dies zu verhindern.

## Produktion und Veröffentlichung
Die deutsche Erstausstrahlung fand am 1. Januar 2005 auf Super RTL statt. Insgesamt wurden 26 Folgen produziert. Regie führte Stefan Brönneke.

## Episodenliste
| Nr. | Deutsche Titel                    | Englische Titel                | deutsche Erstausstrahlung |
| 1.  | Professor Krupnik verschwindet    | Adventures in Time             | 1. Januar 2005            |
| 2.  | Tanz auf dem Vulkan               | Escape from Pompeii            | 8. Januar 2005            |
| 3.  | Der heldenhafte Ritt              | Paul Revere’s Heroic Ride      | 15. Januar 2005           |
| 4.  | Frei nach Shakespeare             | A Midsummer Night’s Conspiracy | 22. Januar 2005           |
| 5.  | Meuterei!                         | Mutiny at Sea                  | 29. Januar 2005           |
| 6.  | Das berühmteste Lächeln der Welt  | An Artistic Disaster           | 5. Februar 2005           |
| 7.  | Die Rückkehr des Pharaos          | The Pharaoh’s Return           | 12. Februar 2005          |
| 8.  | Der Wilde, Wilde Westen           | The Wildest West               | 19. Februar 2005          |
| 9.  | Mount Everest                     | Perilous Mountain              | 19. Juli 2006             |
| 10. | Falsch verbunden                  | If the Bell Never Rang         | 20. Juli 2006             |
| 11. | Das Tor zur Neuen Welt            | Bridge to the New World        | 21. Juli 2006             |
| 12. | Der letzte Funken Hoffnung        | A Healing Remedy               | 24. Juli 2006             |
| 13. | Start in den Weltraum             | Countdown to Danger            | 25. Juli 2006             |
| 14. | Ballonfahrer                      | Hot Air Rising                 | 26. Juli 2006             |
| 15. | Am Hofe des Khans                 | Court of the Khan              | 27. Juli 2006             |
| 16. | Der Traum vom Fliegen             | Missed Flight                  | 28. Juli 2006             |
| 17. | Amadeus und die Zaubergeige       | Minuet of Mayhem               | 31. Juli 2006             |
| 18. | Schiffsjunge Benny                | Seizing the High Seas          | 1. August 2006            |
| 19. | Das Gold der Inka                 | Stealing the Sun               | 2. August 2006            |
| 20. | Als die Bilder sprechen lernten   | Silence Projected              | 3. August 2006            |
| 21. | Mögen die Spiele beginnen!        | Let the Games Begin            | 4. August 2006            |
| 22. | Der Salzmarsch                    | A March of Victory             | 7. August 2006            |
| 23. | Wege aus der Dunkelheit           | A Light in the Darkness        | 8. August 2006            |
| 24. | Al Capone und die Unbestechlichen | Law and Disorder               | 9. August 2006            |
| 25. | Der schwarze Ritter               | The Black Knight               | 10. August 2006           |
| 26. | Das Geheimnis der Sphinx          | The Secret of the Sphinx       | 11. August 2006           |